# Natacha Randriantefy
Natacha Randriantefy (* 14. März 1978 in Antananarivo) ist eine ehemalige madagassische Tennisspielerin.

## Karriere
Randriantefy erreichte im August 2002 mit Position 325 ihre beste Einzel-Platzierung in der Weltrangliste und zum selben Zeitpunkt mit Nummer 173 auch die im Doppel. Sie gewann in ihrer Karriere einen ITF-Einzel- sowie acht Doppeltitel.
Gemeinsam mit ihrer dreizehn Monate älteren Schwester Dally Randriantefy nahm die Madagassin zwei Mal an den Olympischen Spielen teil. 1992 in Barcelona schied sie sowohl im Einzel gegen Helena Suková als auch im Doppel – mit ihrer Schwester – gegen Arantxa Sánchez Vicario und Conchita Martínez in der ersten Runde aus. 1996 in Atlanta nahm Randriantefy nur am Doppel teil – wiederum mit ihrer Schwester; sie trafen in der ersten Runde wieder auf ihre Kontrahentinnen von 1992 und waren erneut chancenlos.
1997 und 1998 nahm Randriantefy für Madagaskar am Fed Cup teil; von acht Einzelpartien gewann sie sechs, außerdem eine ihrer drei Doppelpartien.

## Turniersiege

### Einzel
| Nr. | Datum           | Turnier | Kategorie   | Belag     | Finalgegnerin | Ergebnis     |
| --- | --------------- | ------- | ----------- | --------- | ------------- | ------------ |
| 1   | 19. August 2001 | Aosta   | ITF $10.000 | Hartplatz | Diana Brunel  | 6:1, Aufgabe |

### Doppel
| Nr. | Datum              | Turnier                | Kategorie   | Belag     | Partnerin          | Finalgegnerinnen                    | Ergebnis      |
| --- | ------------------ | ---------------------- | ----------- | --------- | ------------------ | ----------------------------------- | ------------- |
| 1   | 22. September 1996 | Bossonnens             | ITF $10.000 | Hartplatz | Alienor Tricerri   | Andrea Noszály Fruzsina Siklosi     | 6:4, 7:5      |
| 2   | 19. August 2001    | Aosta                  | ITF $10.000 | Hartplatz | Kildine Chevalier  | Stefanie Haidner Luciana Masante    | 1:6, 6:2, 6:2 |
| 3   | 21. Oktober 2001   | Joué-lès-Tours         | ITF $25.000 | Hartplatz | Dally Randriantefy | Flavia Pennetta Maria-Paola Zavagli | 6:4, 3:6, 6:3 |
| 4   | 11. November 2001  | Villenave-d’Ornon      | ITF $10.000 | Hartplatz | Daniela Olivera    | Leslie Butkiewicz Caroline Maes     | 6:4, 6:2      |
| 5   | 27. Januar 2002    | Grenoble               | ITF $10.000 | Hartplatz | Kildine Chevalier  | Karla Mraz Aurélie Védy             | 6:4, 6:4      |
| 6   | 7. Juli 2002       | Mont-de-Marsan         | ITF $25.000 | Hartplatz | Stefanie Haidner   | Olivia Beltrame Amandine Dulon      | 6:4, 6:2      |
| 7   | 21. Juli 2002      | Valladolid             | ITF $25.000 | Hartplatz | Elena Baltacha     | Leanne Baker Manisha Malhotra       | 6:4, 6:2      |
| 8   | 20. Juli 2003      | Le Touquet-Paris-Plage | ITF $10.000 | Hartplatz | Aurélie Védy       | Mandy Minella Pauline Parmentier    | 6:2, 6:2      |